# Bruyères-le-Châtel
Bruyères-le-Châtel é uma comuna francesa na região administrativa da Ilha de França, no departamento de Essonne. Estende-se por uma área de 12.90 km². Em 2010 a comuna tinha 3 442 habitantes (densidade: 266,8 hab./km²).